# Krzysztof Budnik
Krzysztof Budnik (ur. 28 sierpnia 1960 we Wrocławiu) – polski polityk, radca prawny i adwokat, poseł na Sejm II kadencji, były wiceminister.

## Życiorys
W 1983 ukończył studia na Wydziale Prawa i Administracji Uniwersytetu Wrocławskiego. W 1985 zdał egzamin sędziowski. W latach 1985–1989 był asesorem sądowym, sędzią Sądu Rejonowego w Dzierżoniowie i Wałbrzychu. W 1990 został mianowany dyrektorem Wydziału Spraw Obywatelskich w Urzędzie Wojewódzkim w Wałbrzychu. W 1992 zdał egzamin radcowski. Od 1992 pracował jako radca prawny w Urzędzie Skarbowym w Wałbrzychu i Urzędzie Miejskim w Świebodzicach.
W latach 1993–1997 zasiadał w Sejmie II kadencji z listy Unii Demokratycznej. Od 1997 do 1999 pełnił funkcję podsekretarza stanu w Ministerstwie Spraw Wewnętrznych i Administracji. Należał do UD i Unii Wolności. Bez powodzenia w 2004 kandydował z listy UW do Parlamentu Europejskiego.
Po 1999 był radcą prawnym w prywatnej kancelarii w Wałbrzychu, od 2006 praktykuje jako adwokat.